# 吴以成
吴以成（1946年11月5日—），广西玉林人，功能材料专家，中国工程院院士，天津理工大学教授。

## 履历[1]
- 1970年，于中国科学技术大学毕业。
- 1986年，于中国科学院福建物质结构研究所获得博士学位。
- 2005年，当选中国工程院院士。